# لوسي ويلسون
لوسي ويلسون (بالإنجليزية: Lucy Wilson)‏ هي فيزيائية أمريكية، ولدت في 19 أكتوبر 1888، وتوفيت في 22 سبتمبر 1980.